# Chaetophiloscia elongata
Chaetophiloscia elongata är en kräftdjursart som först beskrevs av Dollfus 1884.  Chaetophiloscia elongata ingår i släktet Chaetophiloscia och familjen Philosciidae.

## Underarter
Arten delas in i följande underarter:
- C. e. aharonii
- C. e. cypriotes
- C. e. aramensis
- C. e. elongata